# جوش غراي
جوش غراي (بالإنجليزية: Josh Gray)‏ (22 يوليو 1991 في المملكة المتحدة - ) هو لاعب كرة قدم بريطاني في مركز جناح ‏. لعب مع نادي بليث سبارتانز ودارلينجتون إف سى.

## وصلات خارجية
- جوش غراي على موقع قاعدة بيانات كرة القدم.إي يو (الإنجليزية)
- جوش غراي على موقع Soccerbase.com (لاعب) (الإنجليزية)